# Charles Hermite

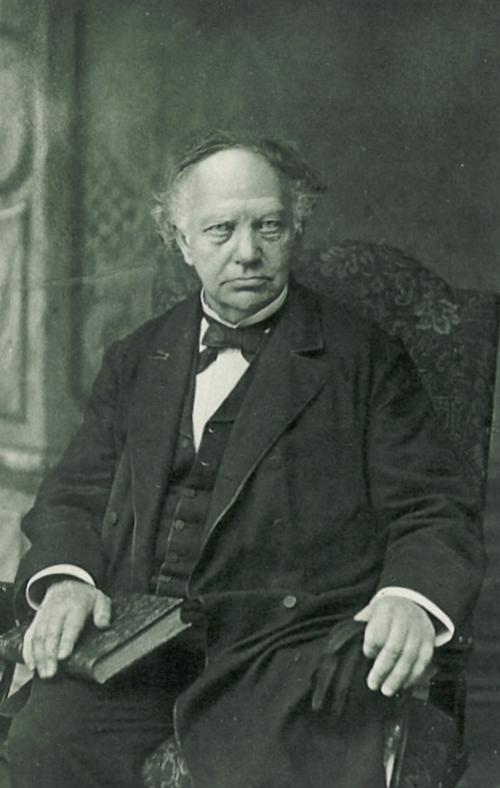
Charles Hermite (ca. 1887)

Charles Hermite [ʃaʁl ɛʁˈmit] (* 24. Dezember 1822 in Dieuze, Lothringen; † 14. Januar 1901 in Paris) war ein französischer Mathematiker.

## Leben
Hermite verließ als Student die damals militärisch geprägte École polytechnique im Streit, nachdem ihm wegen einer angeborenen Gehbehinderung strenge Bedingungen auferlegt wurden. Zuvor war er nach einem Studienjahr von der Hochschule ausgeschlossen worden, wurde auf Fürsprache renommierter Gelehrter aber wieder zugelassen. In den folgenden Jahren entwickelte er sich aus eigener Kraft, im Austausch insbesondere mit Joseph Liouville, zu einem produktiven Mathematiker. 1848 wurde er Lehrbeauftragter, 1869 Professor an der École polytechnique; von 1876 bis 1897 unterrichtete er nur noch an der Sorbonne. 1856 wurde er in die Académie des Sciences gewählt, 1883 in die römische Accademia dei Lincei. 1857 wurde er zum korrespondierenden Mitglied der Russischen Akademie der Wissenschaften in St. Petersburg gewählt; seit 1895 war er Ehrenmitglied. In die Königlich Preußische Akademie der Wissenschaften wurde er 1859 als korrespondierendes Mitglied gewählt; seit 1884 war er auswärtiges Mitglied. 1873 wurde er als auswärtiges Mitglied in die Royal Society aufgenommen. 1883 wurde Hermite in die American Academy of Arts and Sciences gewählt. 1871 wurde er Ehrenmitglied der London Mathematical Society und 1884 der Royal Society of Edinburgh (Honorary Fellow). Die Académie royale des Sciences, des Lettres et des Beaux-Arts de Belgique nahm ihn 1889 als assoziiertes und die Königlich Niederländische Akademie der Wissenschaften 1890 als auswärtiges Mitglied auf.
Hermite stand in engem Austausch mit Joseph Liouville, Charles-François Sturm und Augustin Louis Cauchy; zu seinen Schülern gehörten Gösta Mittag-Leffler, Jacques Hadamard und Henri Poincaré. Zu letzterem war er sogar Doktorvater; er heiratete die Schwester von Joseph Bertrand und wurde Schwiegervater von Émile Picard.

## Werk

### Grundsätzliche Entdeckungen
Hermite arbeitete in Zahlentheorie und Algebra, über orthogonale Polynome und elliptische Funktionen, insbesondere Modulfunktionen. Die genannten, von ihm persönlich erforschten Hermiteschen elliptischen Funktionen ordnen direkt das Elliptische Nomen den vierten Wurzeln der zugehörigen elliptischen Module beziehungsweise Exzentrizitäten zu. Er erzielte wichtige Ergebnisse über doppelt periodische Funktionen und Invarianten quadratischer Formen. Die doppelte Periodizität ist das grundlegende Merkmal, welches die Jacobischen elliptischen Funktionen von den Kreisfunktionen unterscheidet.

### Quintische Gleichungen
Im Jahre 1858 löste er eine algebraische Gleichung fünften Grades mit Hilfe elliptischer Modulfunktionen. In seinem berühmten Werk Sur la résolution de l’Équation du cinquiéme degré Comptes rendus nannte er basierend auf der Thetafunktion den exakten elliptischen Lösungsausdruck der Bringschen Normalform. Hierbei erkannte er insbesondere, wie man zu der gegebenen Bring-Jerrard-Form den korrespondierenden elliptischen Modul und seinem pythagoräischen Komplementärmodul ermittelt. Die Bring-Jerrard-Form beinhaltet nur das quintische, das lineare und das absolute Gleichungsglied:
{\displaystyle x^{5}+5\,x=4\,c}
Alle Bring-Jerrard-Gleichungen lassen sich durch Substitution der inneren Unbekannten auf diese Form normieren. Wenn in der gegebenen Form der Wert {\displaystyle c} eine reelle Zahl ist, dann hat die betroffene Gleichung eine reelle und vier echt-komplexe Lösungen. Nach dem Satz von Abel-Ruffini kann bereits diese Bringsche Gleichung für die allermeisten Werte {\displaystyle c} nicht elementar gelöst werden beziehungsweise die zugehörige Lösungsmenge nicht elementar radikalisch dargestellt werden. Aber für alle Werte {\displaystyle c} ist die genannte Bring-Jerrard-Gleichung sehr wohl elliptisch lösbar. Die fünf Lösungen der gezeigten quintischen Gleichung erhält man immer dadurch, dass man rationale Kombinationen aus den nicht elementaren sogenannten elliptischen Modulfunktionen in Abhängigkeit vom elliptischem Nomen als innere Funktion aufstellt. Das elliptische Nomen muss hierbei von folgenden elliptischen Moduln beziehungsweise numerischen Exzentrizitäten {\displaystyle k} und {\displaystyle k'} erzeugt werden:
{\displaystyle k={\bigl (}2\,c^{2}+2+2{\sqrt {c^{4}+1}}{\bigr )}^{-1/2}{\bigl (}{\sqrt {{\sqrt {c^{4}+1}}+1}}-c{\bigr )}=\operatorname {tlh} [{\tfrac {1}{2}}\operatorname {aclh} (c)]^{2}}
{\displaystyle k'={\bigl (}2\,c^{2}+2+2{\sqrt {c^{4}+1}}{\bigr )}^{-1/2}{\bigl (}{\sqrt {{\sqrt {c^{4}+1}}+1}}+c{\bigr )}=\operatorname {ctlh} [{\tfrac {1}{2}}\operatorname {aclh} (c)]^{2}}
Diese Exzentrizitäten sind der korrespondierenden elliptische Modul und sein pythagoräisch komplementäres Gegenstück in der Legendreschen Normalform beziehungsweise in der Standard-Form. Die beiden nun genannten Formeln resultieren direkt aus derjenigen Formel, welche in der durch Francesco Brioschi weiter verbreiteten italienischen Auflage des genannten Werkes Sulla risoluzione delle equazioni del quinto grado auf Seite 258 an oberster Stelle steht. Die Ausdrücke mit den Kürzeln {\displaystyle \operatorname {tlh} } für Tangens lemniscatus hyperbolicus und {\displaystyle \operatorname {ctlh} } für Cotangens lemniscatus hyperbolicus sowie das elliptische Integral {\displaystyle \operatorname {aclh} } für Areacosinus lemniscatus hyperbolicus stellen die hyperbolisch lemniskatischen Funktionsausdrücke dar, welche die Darstellung von den Auflösungen nach den Moduln stark vereinfachen. Nach Charles Hermite sowie den Mathematikern Glashan, Young und Runge fanden andere Mathematiker wie unter anderen die russischen Mathematiker Viktor Prasolov und Yuri Soloviev sowie der griechische Mathematiker Nikolaos Bagis die vom elliptischen Nomen abhängigen Lösungsausdrücke für die genannte Bring-Jerrard-Gleichungsform heraus. So ermittelten Prasolov und Soloviev den Ausdruck der reellen Lösung, welchen sie in ihrem Werk Elliptische Funktionen und elliptische Integrale auf Seite 159 niederschrieben. Sie wendeten dabei die standardisierte Webersche Modulfunktion an:
{\displaystyle x_{\text{RE}}=4\,c\div {\bigl \{}{\mathfrak {f}}_{00}(q)^{-6}{\bigl [}{\mathfrak {f}}_{00}(q^{1/5})-{\mathfrak {f}}_{00}(q^{5}){\bigr ]}^{2}{\bigl [}{\mathfrak {f}}_{00}(i^{4/5}q^{1/5})-{\mathfrak {f}}_{00}(i^{-4/5}q^{1/5}){\bigr ]}^{2}{\bigl [}{\mathfrak {f}}_{00}(i^{8/5}q^{1/5})-{\mathfrak {f}}_{00}(i^{-8/5}q^{1/5}){\bigr ]}^{2}+5{\bigr \}}}

### Transzendenz der Eulerschen Zahl
Im Jahre 1873 erzielte Charles Hermite sein wohl berühmtestes Resultat: Er bewies, dass die eulersche Zahl {\displaystyle e} transzendent ist; auf Hermites Methode aufbauend bewies Carl Louis Ferdinand von Lindemann 1882 die Transzendenz der Kreiszahl {\displaystyle \pi } (Unmöglichkeit der Quadratur des Kreises). Die Kreiszahl {\displaystyle \pi } selbst steht mit der Eulerschen Zahl über die sogenannte Eulersche Formel in Beziehung:
{\displaystyle \mathrm {e} ^{i\pi }=-1}
{\displaystyle \mathrm {e} ^{i\pi /2}=i}

## Eponyme
Nach Hermite sind folgende mathematische Strukturen benannt:
- Hermitesche Differentialgleichung, eine lineare gewöhnliche Differentialgleichung zweiter Ordnung
- Hermitesche Form, eine Bilinearform, die linear im ersten, semilinear im zweiten Argument und komplex symmetrisch ist
- Hermitesche Funktion, eine Folge von Funktionen, die aus der Multiplikation der hermiteschen Polynome mit der Normalverteilung hervorgehen
- Hermitesche elliptische Funktionen, eine Gruppe von modularen Funktionen, die die vierte Wurzel der numerischen Exzentrizität abhängig vom Nomen beschreiben
- Hermite-Interpolation, ein Verfahren zur Polynominterpolation, das auch Ableitungen der zu interpolierenden Funktion berücksichtigt
- Hermitesch konjugiert (auch hermitesch adjungiert), die Adjungierte einer Matrix
- Hermitesche Matrix, eine komplexe quadratische Matrix, die mit ihrer Adjungierten übereinstimmt
- Hermitesche Mannigfaltigkeit, eine komplexe riemannsche Mannigfaltigkeit mit einer hermiteschen Metrik
- Hermitesche Normalform, eine Stufenform für ganzzahlige Matrizen
- Hermitescher Operator, ein Begriff, der uneinheitlich verwendet wird, meist für einen symmetrischen Operator, einen selbstadjungierten Operator oder einen wesentlich selbstadjungierten Operator
- Hermitesches Polynom, eine Folge von Polynomen, die die Lösungen der hermiteschen Differentialgleichung darstellen

Weiterhin ist nach Hermite benannt:
- (24998) Hermite, ein Asteroid des Hauptgürtels
- der Mondkrater Hermite

## Zitat
« Je me détourne avec effroi et horreur de cette plaie lamentable des fonctions continues qui n’ont point de dérivées … »

„Mit Entsetzen und Schrecken wende ich mich ab von dieser beklagenswerten Plage der stetigen Funktionen, die gar keine Ableitungen haben …“